# Bęczyn (Brzeźnica)
Bęczyn ist eine Ortschaft mit einem Schulzenamt der Gemeinde Brzeźnica im Powiat Wadowicki der Woiwodschaft Kleinpolen in Polen.

## Geschichte
Der Ort wurde im Jahre 1356 als Bynczin erstmals urkundlich erwähnt. Der Name des Dorfes ist abgeleitet vom Vornamen des Urbesitzers Bynek (≤ Benedykt).
Das Dorf gehörte damals zum so genannten Radwanitenkorridor. Dieser gehörte zu Polen und verband das Herzogtum Auschwitz, die Lehnsherrschaft des Königreichs Böhmen, im Westen mit seiner Exklave im Osten.
Bei der Ersten Teilung Polens wurden Bęczyn und Pobiedr 1772 Teil des neuen Königreichs Galizien und Lodomerien des habsburgischen Kaiserreichs (ab 1804).
Im späteren 18. Jahrhundert entstand der Weiler Bęczynek mit eigenem Gutshof, Vorwerk, Brauerei und Kneipe.
1918, nach dem Ende des Ersten Weltkriegs und dem Zusammenbruch der k.u.k. Monarchie, wurde Bęczyn wieder Bestandteil von Polen. Unterbrochen wurde dies nur durch die Besetzung Polens durch die Wehrmacht im Zweiten Weltkrieg.
Von 1975 bis 1998 gehörte Bęczyn zur Woiwodschaft Bielsko-Biała.